# しずまよしのり
しずま よしのり（197X年11月7日 - ）は、日本のイラストレーター。男性。

## 来歴
東京都生まれ、埼玉県で育つ。高校卒業後に千代田工科芸術専門学校イラストレーター科へ進学したが、就職活動に失敗し秋葉原のパーツショップでのアルバイト勤務を経てパン屋の店員となった。
パン屋の閉店後にゲーム会社へ入社し、在職中の2008年にpixivへのイラスト投稿を開始。『pixiv年鑑2009』で取り上げられたのを契機に、社外からライトノベルの挿絵の依頼を受けるようになった。フリーランスとなって以降の代表的な仕事には芝村裕吏の小説『マージナル・オペレーション』『遙か凍土のカナン』の挿絵や、ブラウザゲーム『艦隊これくしょん -艦これ-』のキャラクターデザイン、アニメ『刀使ノ巫女』のキャラクター原案などがある。

## 作品
- 『しずまよしのりマージナル・オペレーション画集01』 - 星海社、2015年9月29日発行 ISBN 978-4-06-219799-1

### イラスト
- http://cerevot.cerevo.com/2010/01/%E3%82%A4%E3%83%A9%E3%82%B9%E3%83%88%E3%81%AFpixiv%E3%81%AA%E3%81%A9%E3%81%A7%E6%B4%BB%E8%BA%8D%E4%B8%AD%E3%81%AE%E3%81%97%E3%81%9A%E3%81%BE%E3%82%88%E3%81%97%E3%81%AE%E3%82%8A%E3%81%95%E3%82%93.html CEREVOTバージョン CEREVO CAM]：キャラクターイラスト（大戸あげる，飯津シェア）
- ほうかごのロケッティア（大樹連司、ガガガ文庫）
- ただ、災厄を狩る剣のように（アズサヨシタカ、ファミ通文庫）
- 沢木道楽堂怪奇録（寺本耕也、メディアワークス文庫）
- マージナル・オペレーション（芝村裕吏、星海社FICTIONS）
- 遥か凍土のカナン（芝村裕吏、星海社FICTIONS）
- ゼロから始める魔法の書（虎走かける、電撃文庫）
- 魔王学院の不適合者 〜史上最強の魔王の始祖、転生して子孫たちの学校へ通う〜（秋、電撃文庫）
- 英雄その後のセカンドライフ（芝村裕吏、MF文庫J）

### キャラクターデザイン・原案
- 『艦隊これくしょん -艦これ-』キャラクターデザイン（長門、陸奥、大和、武蔵、雪風、島風、天津風、時津風、秋月、照月、涼月、初月、秋津洲 、アイオワ、防空棲姫[5]、サラトガ、伊13、伊14、アトランタ）
- 『Ever Oasis 精霊とタネビトの蜃気楼』任天堂：キャラクターデザイン
- 『刀使ノ巫女』：キャラクター原案[6]
- 『ファイナルギア -重装戦姫-』Bilibili：キャラクターデザイン（スモラ）
- 『魔法使い黎明期』: 一部キャラクター原案[7]